# Belvosia mira
Belvosia mira är en tvåvingeart som beskrevs av Henry J. Reinhard 1958. Belvosia mira ingår i släktet Belvosia och familjen parasitflugor. Inga underarter finns listade i Catalogue of Life.